# Antoni II Montefeltro
Antoni II Montefeltro (1343-1404) va ser fill de Frederic II Paolo Novello Montefeltro.
El 1364 va ser proclamat senyor (comte) d'Urbino fins al 1369 junt amb son germans Nolfo II Montefeltro i Galasso Montefeltro. Exonerat pel nunci apostòlic Grimoard va tornar a Urbino el 1376 (des de Cagli) i el 1384 es va traslladar a Gubbio.
El 1381 va ser capità de l'exèrcit de la reina de Nàpols i el 1385-1386 va ser capità de l'exèrcit del senyor de Forli. El novembre del 1388 va ser capità de l'exèrcit del senyor de Milà càrrec que va conservar fins a l'octubre del 1391. El 4 de juny de 1390 el Papa Bonifaz IX el va reconèixer comte de Montefeltro i vicari pontifici d'Urbino i Gubbio, de Cagli el 18 d'abril de 1392, i senyor de Cantiano el juliol de 1393. El setembre de 1398 va ser cap del consell secret del duc de Milà i l'agost del 1402 membre del consell de regència del ducat milanès.
Va morir a Urbino el 23 d'abril de 1404. Es va casar amb Agnesina de Prefetti di Vico, filla del prefecte de Roma Giovanni de Prefetti di Vico. Va deixar quatre fills: Guidantonio I Montefeltro, Anna (casada amb Galeotto Novello Malatesta conegut com a Belfiore, senyor de Cervia, Borgo San Sepolcro, Sestino i Meldola, morta el 1434), Battista (casada el 1405 amb Galeazzo Malatesta senyor de Pesaro, es va fer monja clarissa el 1447 i va morir el 1448), i Niccolò (mort jove).